# Austin Sheerline
Austin Sheerline — представницький автомобіль, що виготовлявся компанією Austin у Великій Британії впродовж 1947—1954 рр.
Sheerline був розроблений у роки Другої світової війни.
Однак через переорієнтацію заводу на військові потреби, до виробництва він дістався тільки у 1947 р.
Автомобіль хоч і був подібний до тодішніх Rolls-Royce та Bentley але мав меншу вартість, рівну близько 2/3 «Роллс-Ройса» чи 5-6 малолітражних «Остінів».
Виготовили близько 8000 авт., хоча зараз вони вкрай рідкісні.
Перші автомобілі з позначенням А110, комплектувались 6-циліндровим рядним верхньоклапанним двигуном з робочим об'ємом 3460 см3.
Останній невдовзі збільшили до 3995 см3, через що потужність зросла до 125 к.с. (93 кВт), а позначення стало А125.
Спочатку виготовлялись тільки седани (англ. saloon) з базою 3 м (9 футів та 11¼ дюймів), а у 1949 р. їх доповнили лімузини з базою 3,3 м (11 футів), що подекуди використовувались як санітарні чи катафалки.
Маса седана — 1850 кг (37 хандредвейтів), лімузина — 2000 кг (2 т), що досить багато. Через це передатне число головної передачі становило 4,55 та застосовувались 16-дюймові колеса.
Передня підвіска мала пружини, задня напівеліптичні ресори.
Максимальна швидкість седана сягала 132 км/год (82 милі/год).

Виробництво закінчилось у 1954 р., після чого єдиною представницькою моделлю марки залишився Austin Princess A135.

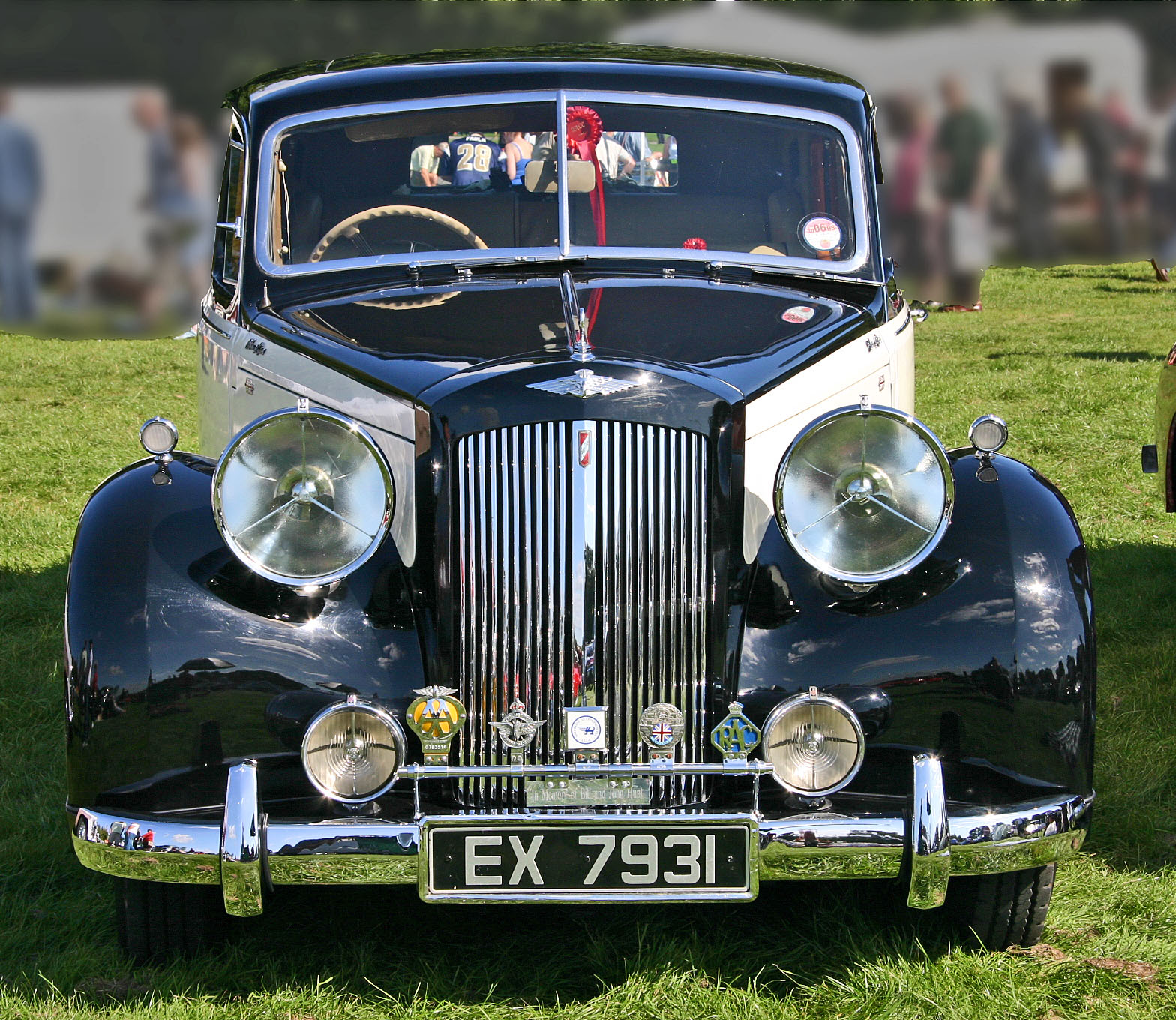
Austin A125 Sheerline
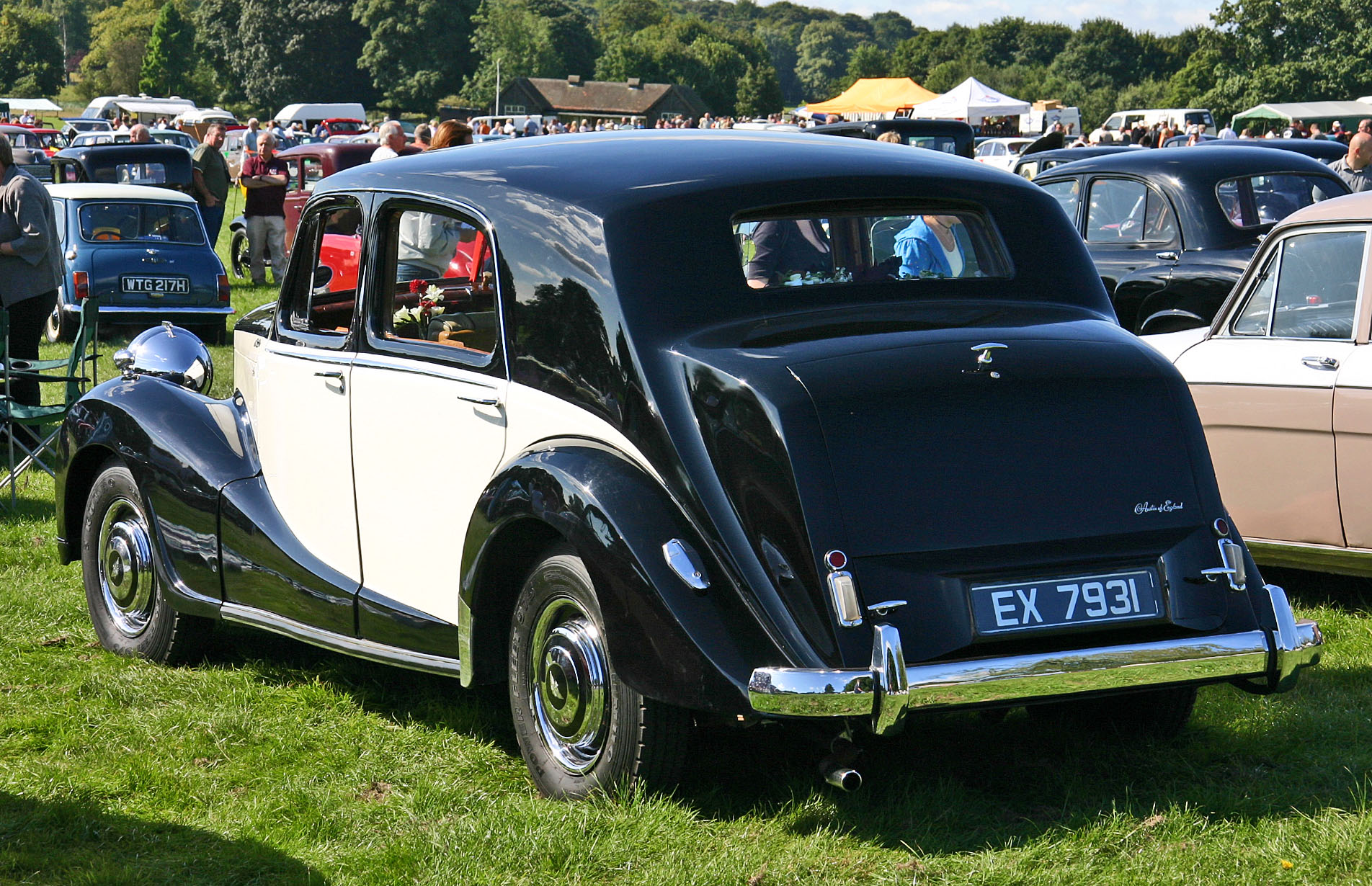
Austin A125 Sheerline
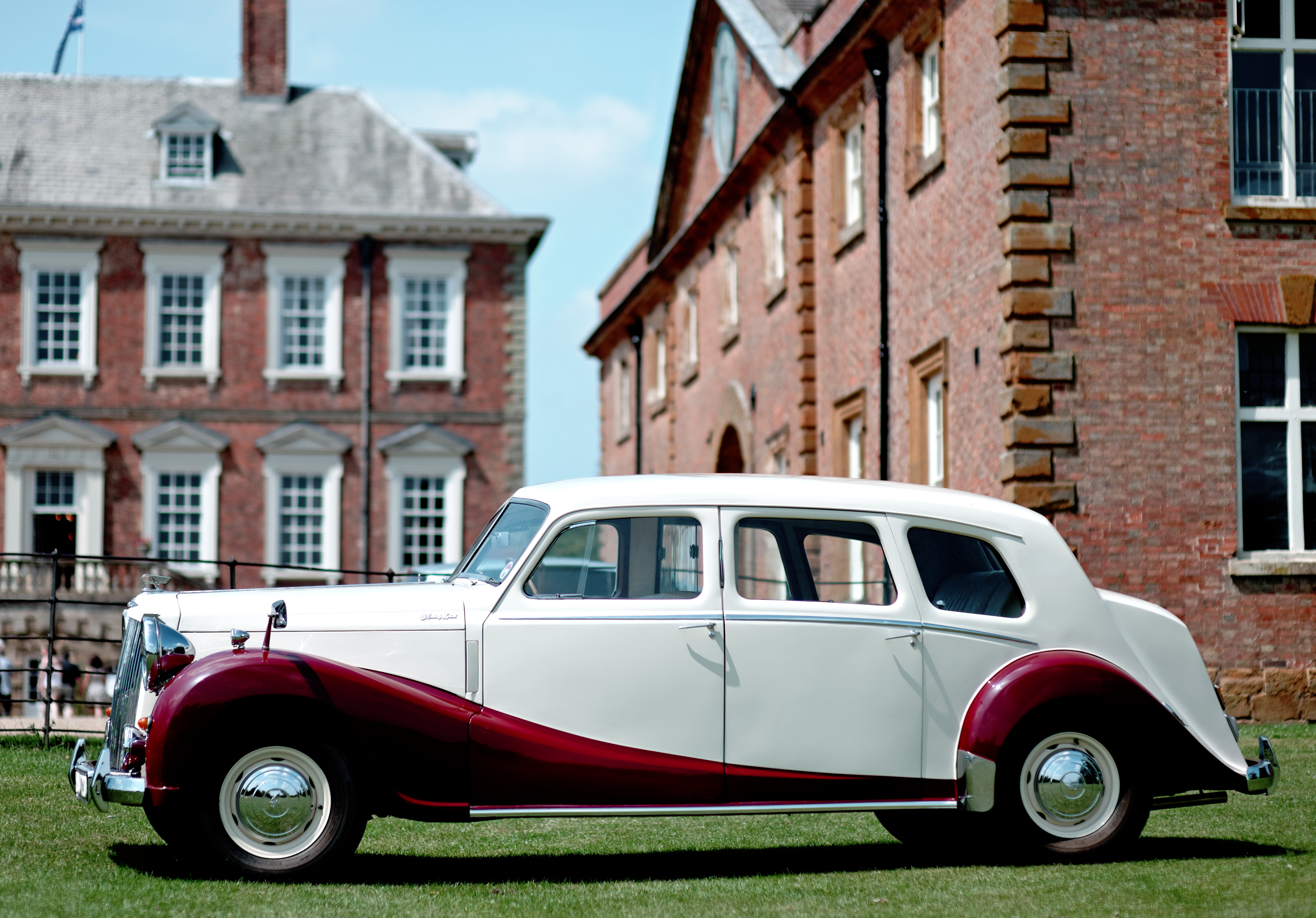
Лімузин з довшою колісною базою
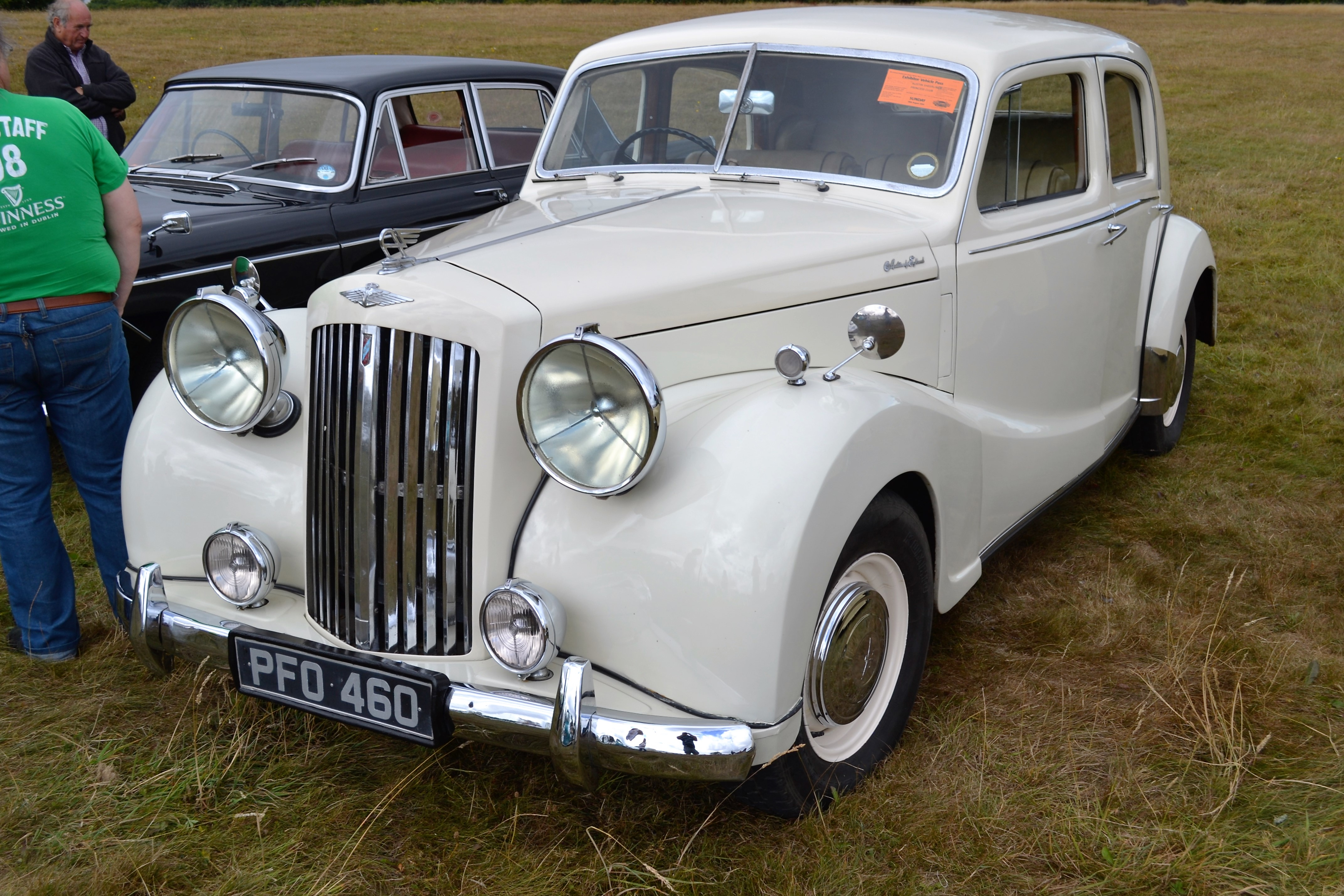
Седан 1949 р. сфотографований у Небуорті у 2016 р. Величезні фари візуально зменшують розміри автомобіля.
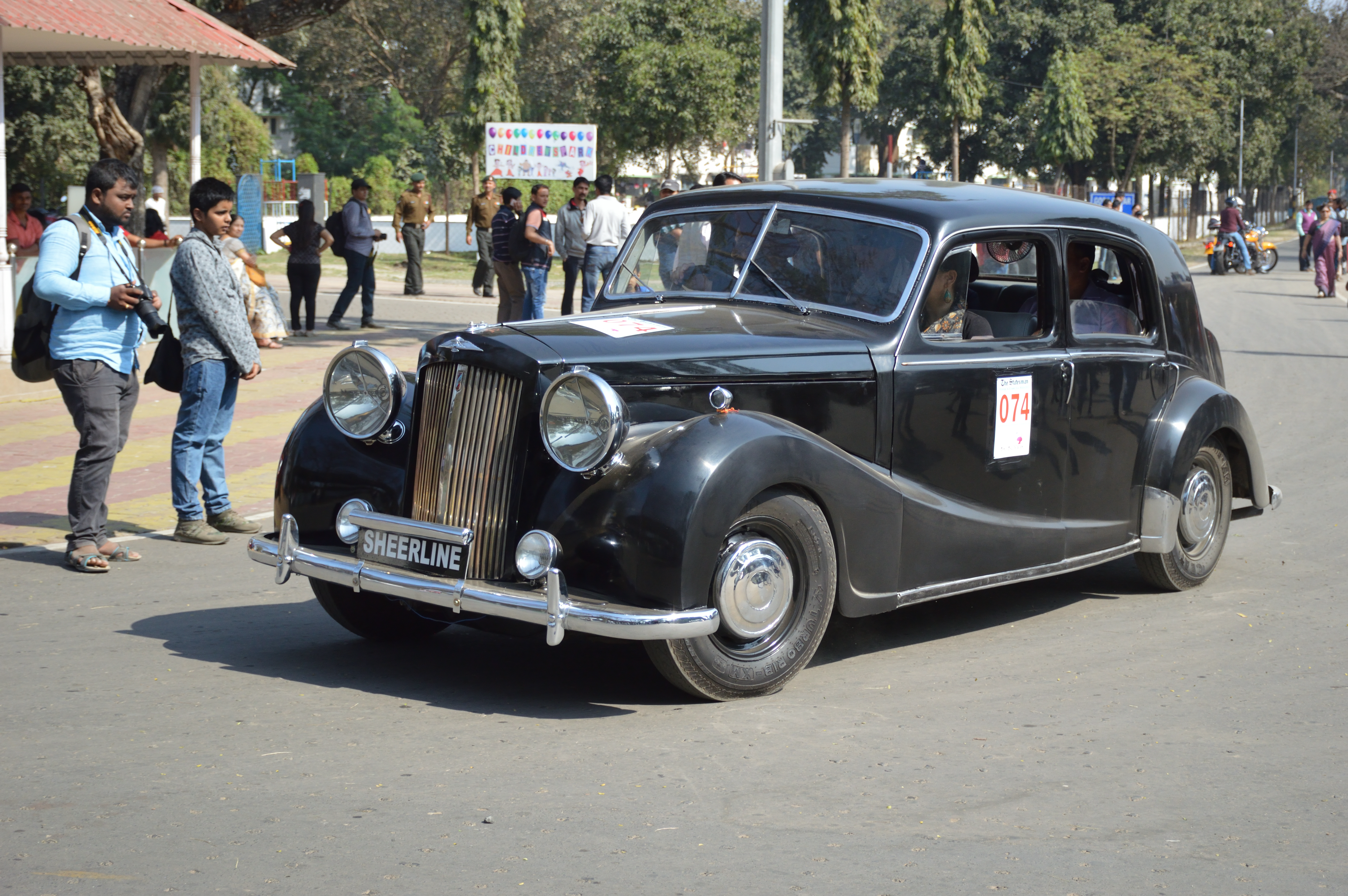
Ранні автомобілі мали двигун 2912 см3

## Зовнішні посилання
- Austin Memories [Архівовано 23 лютого 2011 у Wayback Machine.]